# Katastrofa lotu Lion Air 583
Katastrofa lotu Lion Air 583 – wypadek lotniczy samolotu McDonnell Douglas MD-82, należącego do Lion Air, do którego doszło 30 listopada 2004 w Surakarcie w Indonezji. W wyniku wypadku śmierć poniosło 25 osób (23 pasażerów i 2 członków załogi).

## Wypadek
Samolot przybył na lotnisko o zmierzchu, podczas ulewnego deszczu. Według doniesień, podczas lądowania rozpętała się burza. Został odpowiednio skonfigurowany do lądowania, według większości pasażerów wylądował „płynnie” i uruchomiono odwracacze ciągu. Samolot nie zwolnił jednak odpowiednio, przekroczył pas startowy i uderzył w nasyp. Uderzenie spowodowało zawalenie się podłogi w przedniej części samolotu, w wyniku czego wielu pasażerów zginęło. Samolot podzielił się na dwie części i zatrzymał się na końcu pasa startowego, a paliwo zaczęło wyciekać. Pasażerowie mieli trudności ze znalezieniem wyjść awaryjnych w słabnącym świetle. Część pasażerów ewakuowała się samodzielnie przez otwór w kadłubie. Lotnisko zostało zamknięte, a służby ratunkowe zostały powiadomione.

## Pasażerowie i załoga
Większość pasażerów stanowili członkowie Nahdlatul Ulama, którzy uczestniczyli w ogólnokrajowym spotkaniu zorganizowanym po zwycięskim wyniku wyborów prezydenckich w Indonezji w 2004 roku.
Większość pasażerów stanowili Indonezyjczycy, a władze lotniska potwierdziły, że wśród rannych jest jeden Singapurczyk. Kapitan Dwi zginął w katastrofie, natomiast pierwszy oficer Lesdek przeżył z poważnymi obrażeniami.

## Dochodzenie
Świadek katastrofy twierdził, że piorun uderzył w samolot w fazie lądowania. Według niego po uderzeniu zgasły światła lądowania i oświetlenie wewnętrzne.
Lion Air „przyznał się do odpowiedzialności” za katastrofę i oświadczył, że zapłaci rachunki szpitalne ocalałych. Zaprzeczył jednak jakoby przyczyną katastrofy było niewłaściwe postępowanie linii lotniczej.
Wstępny raport opublikowano w 2005 roku. Śledczy stwierdzili, że układ hamulcowy samolotu nie był na optymalnym poziomie. Sytuację tę pogorszyły warunki pogodowe podczas wypadku. Badacze zidentyfikowali również wadliwy odwracacz ciągu jako jedną z przyczyn katastrofy. Następnie wydali kilka zaleceń dla Lion Air.